# 릴체리
정선우(1995년 12월 7일 ~ )는 예명 릴체리(Lil Cherry)로 더 잘 알려진 대한민국의 래퍼이다.

## 개요
- 대한민국의 여성 래퍼로, 2018년 디지털 싱글 앨범 'Motorola'로 데뷔했다.

## 학력
- 서울용산국제학교
- 뉴욕대학교

## 방송
- 2023년 SBS 《지옥법정》